# Mahiedine Mekhissi-Benabbad
Mahiedine Mekhissi-Benabbad (Reims, 15 de março de 1985) é um corredor de provas de médias distâncias francês, prata na prova dos 3000m com obstáculos nos Jogos Olímpicos de 2008 e 2012, e bicampeão europeu na mesma prova.
Além destes expressivos resultados, sua carreira é envolta em polêmicas, a saber:
- Em 2010, no Campeonato Europeu de Atletismo, em Barcelona, ele abraçou a mascote mas, em seguida, obrigou-o a se ajoelhar diante dele antes de derrubá-lo.[3]
- Em 2011, ele ficou suspenso por dez meses após brigar com um compatriota ao término de uma prova.[1] Na linha de chegada dos 1.500m na etapa de Mônaco da Diamond League, o também francês Mehdi Baala começou a agredir Benabbad com uma cabeçada, que revidou em seguida com dezenas de tapas e socos até que os organizadores separassem os dois.[3]
- Em 2012, após vencer a prova dos 3000 m com obstáculos, no Campeonato Europeu de atletismo, ele se dirigiu até a mascote da competição (que era uma menina de apenas 14 anos de idade), derrubou com um tapa um objeto que iria ganhar de presente e a empurrou.[1][3]
- Em 2013, com a prova dos 3000m com obstáculos no Campeonato Europeu de atletismo praticamente ganha, ele decidiu tirar a camisa a poucos metros da linha de chegada - faltava apenas um obstáculo - e acabou desclassificado. Mesmo ganhando a prova, ele foi punido, pois o regulamento estabelece que todos os corredores precisam manter o número visível durante todo o percurso, não podendo tirar a camisa.[2]